# Internationale betrekkingen van Peru
De internationale betrekkingen van Peru zijn er met een groot aantal landen.
Op internationaal vlak heeft vooral voormalig premier van Peru, Javier Pérez de Cuéllar, veel aanzien gehad, toen hij van 1981 tot 1991 diende als VN-secretaris-generaal; Peru is sinds 1949 lid van de Verenigde Naties.
Iets dat internationaal voor beroering zorgde, was de herverkiezing in juni 2000 van president Alberto Fujimori; die zette de relaties met de Verenigde Staten en veel Latijns-Amerikaanse en Europese landen onder druk. De relaties verbeterden echter weer met de vestiging van een interim-regering in november 2000 en de beëdiging van Alejandro Toledo Manrique in juni 2001 na afloop van vrije verkiezingen.
In de internationale samenwerking met gouvernementele organisaties, beoogt Peru een volledige integratie in de Andesgemeenschap. Verder is het land permanent lid van de Aziatisch-Pacifische Economische Samenwerking en de Wereldhandelsorganisatie, en een actief deelnemer van de Vrijhandelszone van Amerika.

## Ambassades en consulaten in Peru

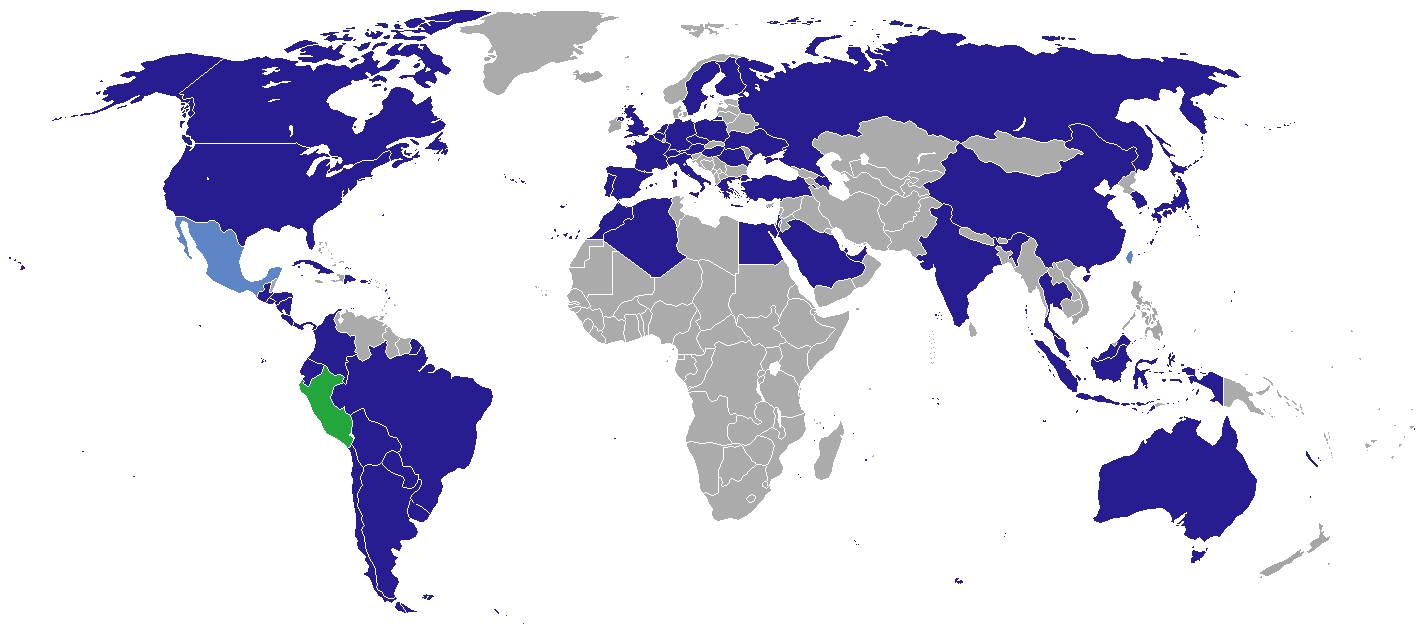
Landen met ambassades in Peru (2008)

Ambassades en vertegenwoordigingen in Lima

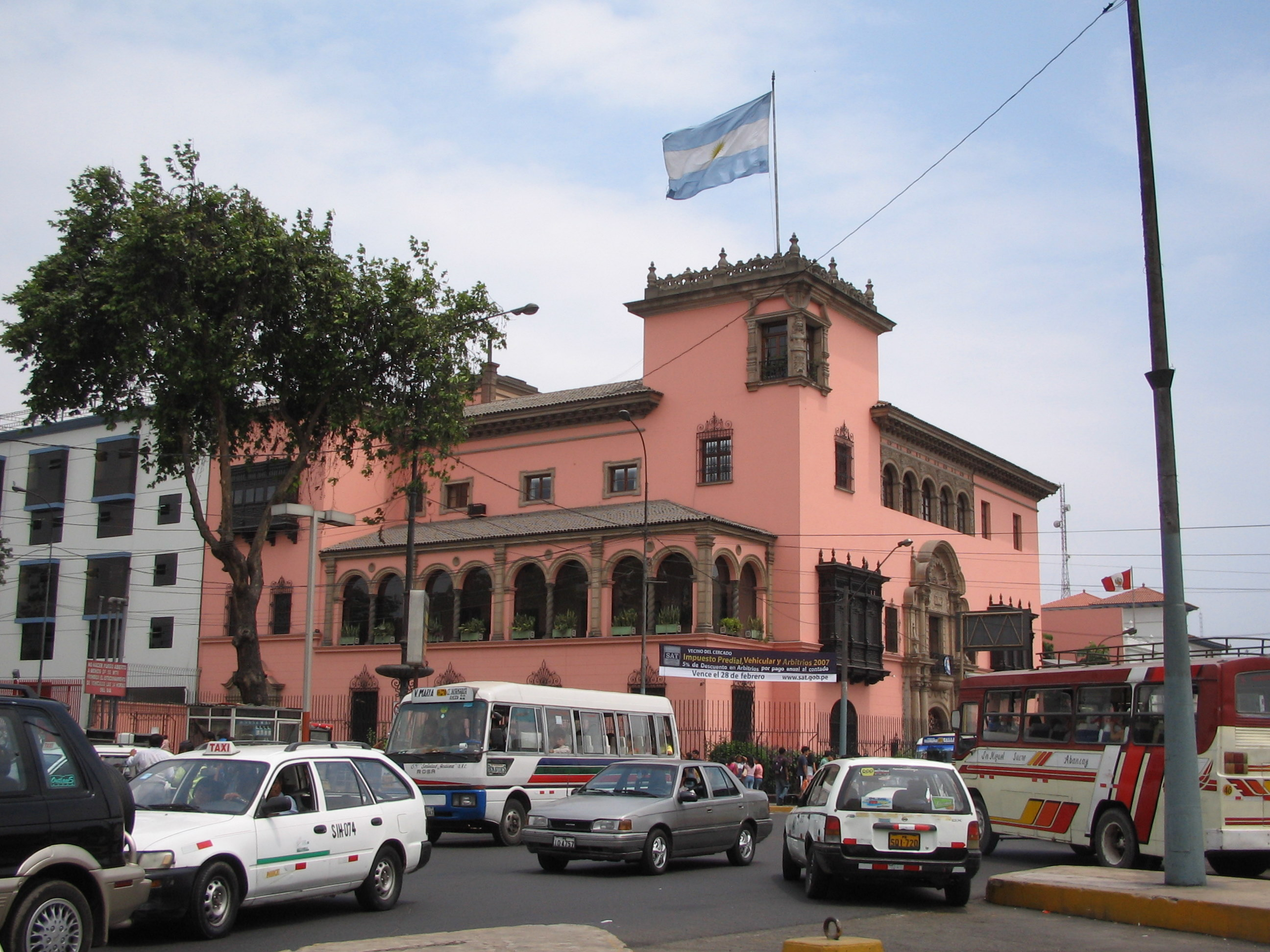
Ambassade Argentinië

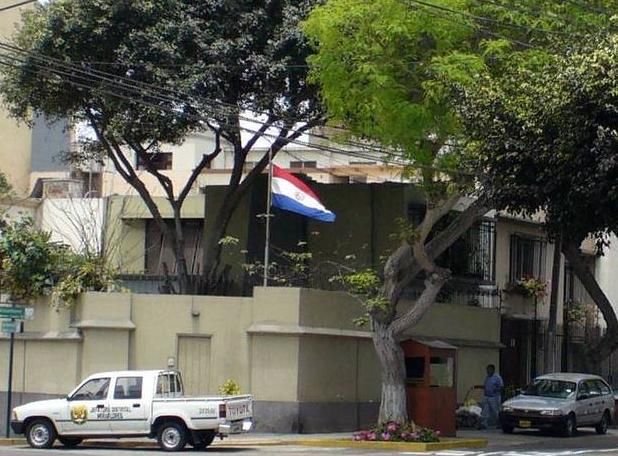
Ambassade Paraguay

| - Algerije - Argentinië - Australië - Oostenrijk - België - Bolivia - Brazilië - Canada - Chili - China - Chinees Taipei - Colombia - Costa Rica - Cuba - Dominicaanse Republiek - Duitsland - Ecuador - Egypte - El Salvador - Europese Unie | - Finland - Frankrijk - Griekenland - Guatemala - Honduras - India - Indonesië - Israël - Italië - Japan - Noord-Korea - Zuid-Korea - Maleisië - Malta - Marokko - Mexico - Nederland - Nicaragua - Oekraïne - Palestina | - Panama - Paraguay - Polen - Portugal - Qatar - Roemenië - Rusland - Sahara - Spanje - Zwitserland - Thailand - Turkije - Uruguay - Verenigd Koninkrijk - Verenigde Staten - Vaticaanstad - Venezuela - Zuid-Afrika - Tsjechië |

Consulaten in Peruviaanse steden
- Bolivia: Cuzco, Ilo, Puno, Tacna
- Brazilië: Iquitos, Tumbes
- Ecuador: Piura
- Chili: Tacna

## Peruviaanse ambassades en consulaten in het buitenland
Europa
- België: Brussel (ambassade)

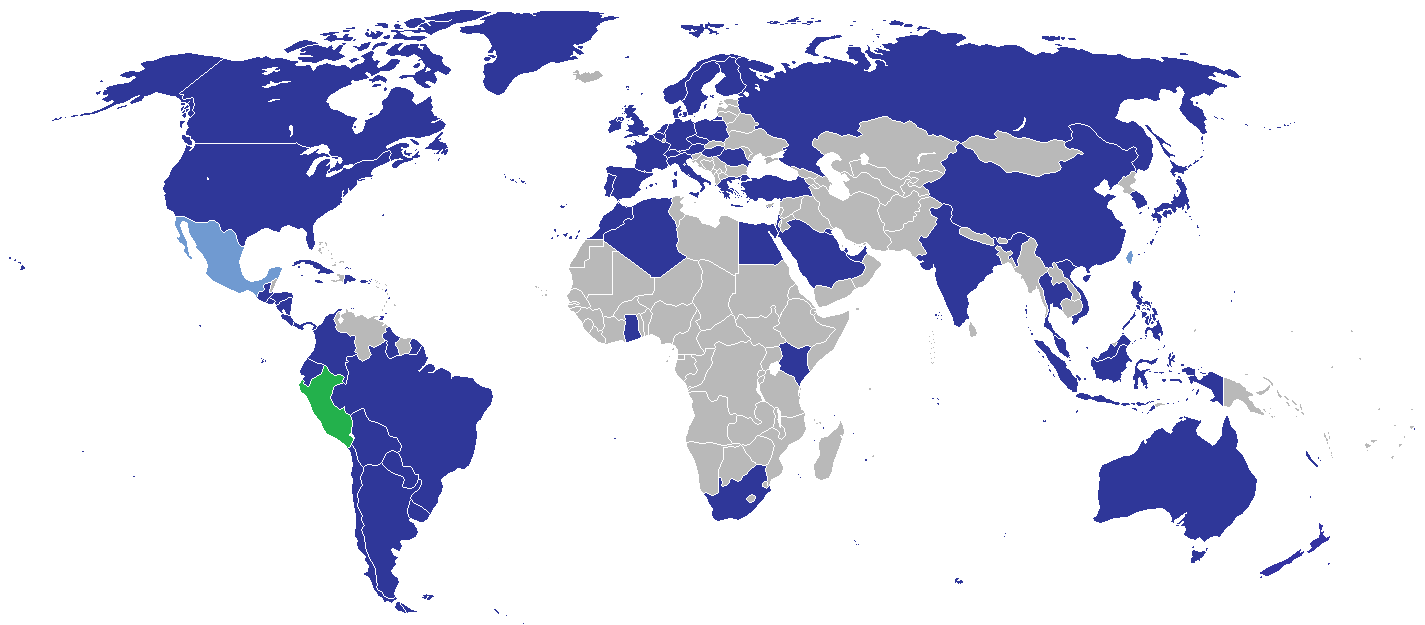
Peruviaanse ambassades en consulaten in de wereld (2009)

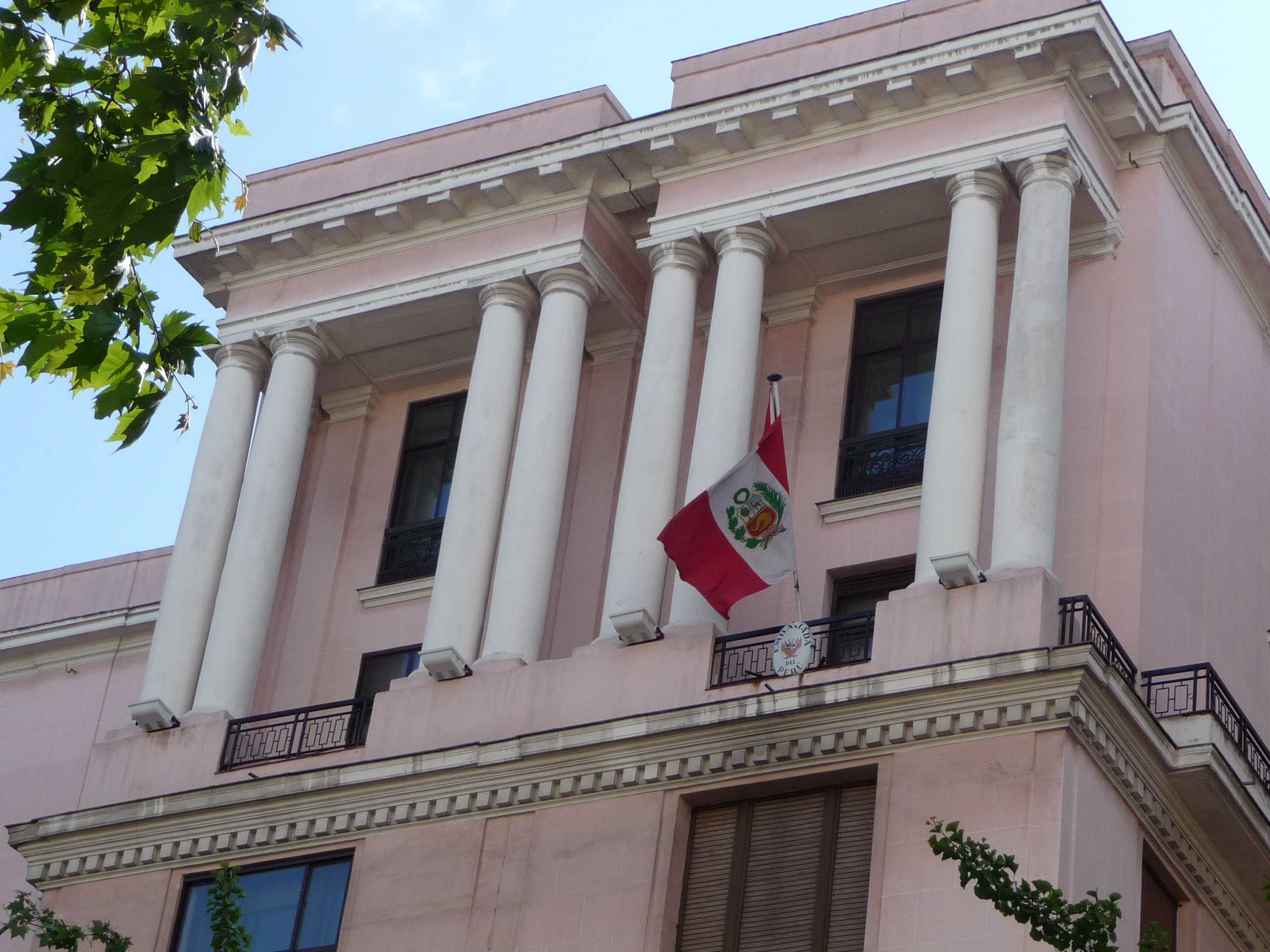
Ambassade in Madrid

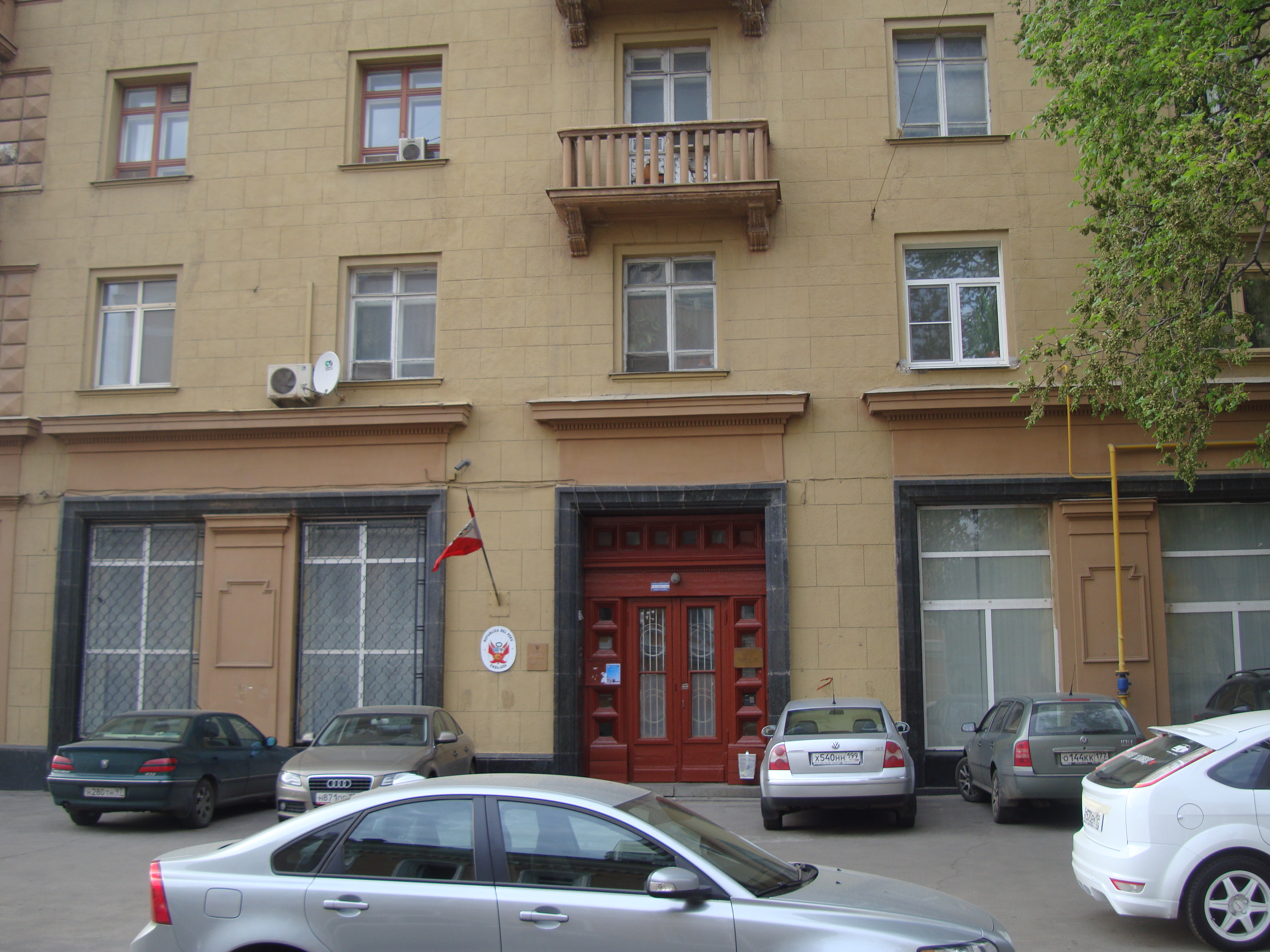
Ambassade in Moskou

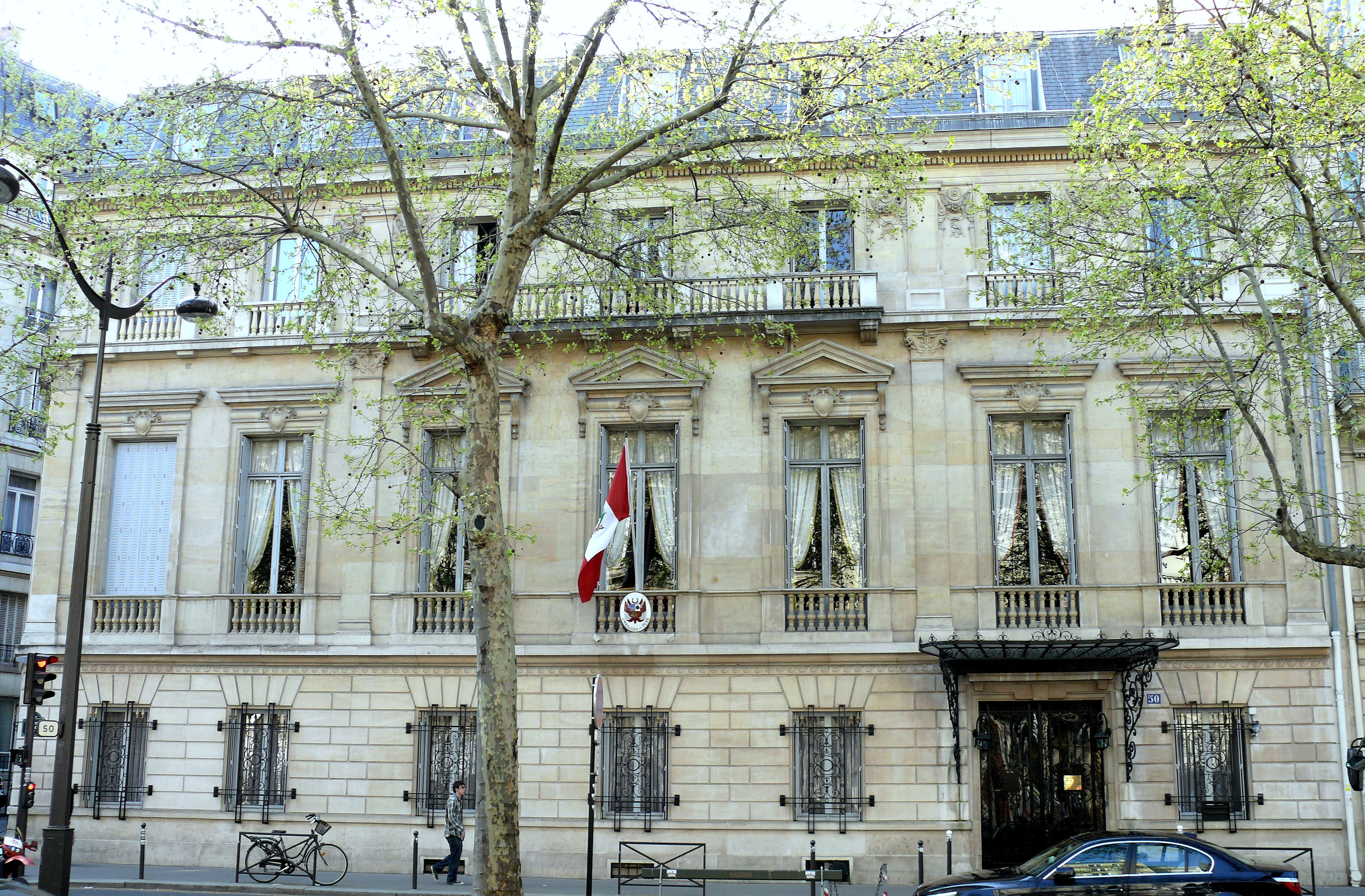
Ambassade in Parijs

- Duitsland: Berlijn (ambassade), Frankfurt (consulaat), Hamburg (consulaat), München (consulaat)
- Finland: Helsinki (ambassade)
- Frankrijk: Parijs (ambassade)
- Griekenland: Athene (ambassade)
- Italië: Rome (ambassade), Florence (consulaat), Genua (consulaat), Milaan (consulaat), Turijn (consulaat)
- Nederland: Den Haag (ambassade), Amsterdam (consulaat)
- Oostenrijk: Wenen (ambassade)
- Polen: Warschau (ambassade)
- Portugal: Lissabon (ambassade)
- Roemenië: Boekarest (ambassade)
- Rusland: Moskou (ambassade)
- Spanje: Madrid (ambassade), Barcelona (consulaat), Sevilla (consulaat), Valencia (consulaat)
- Tsjechië: Praag (ambassade)
- Vaticaanstad: Vaticaanstad (ambassade)
- Verenigd Koninkrijk: Londen (ambassade)
- Zweden: Stockholm (ambassade)
- Zwitserland: Bern (ambassade), Genève (consulaat), Zürich (consulaat)

Amerika

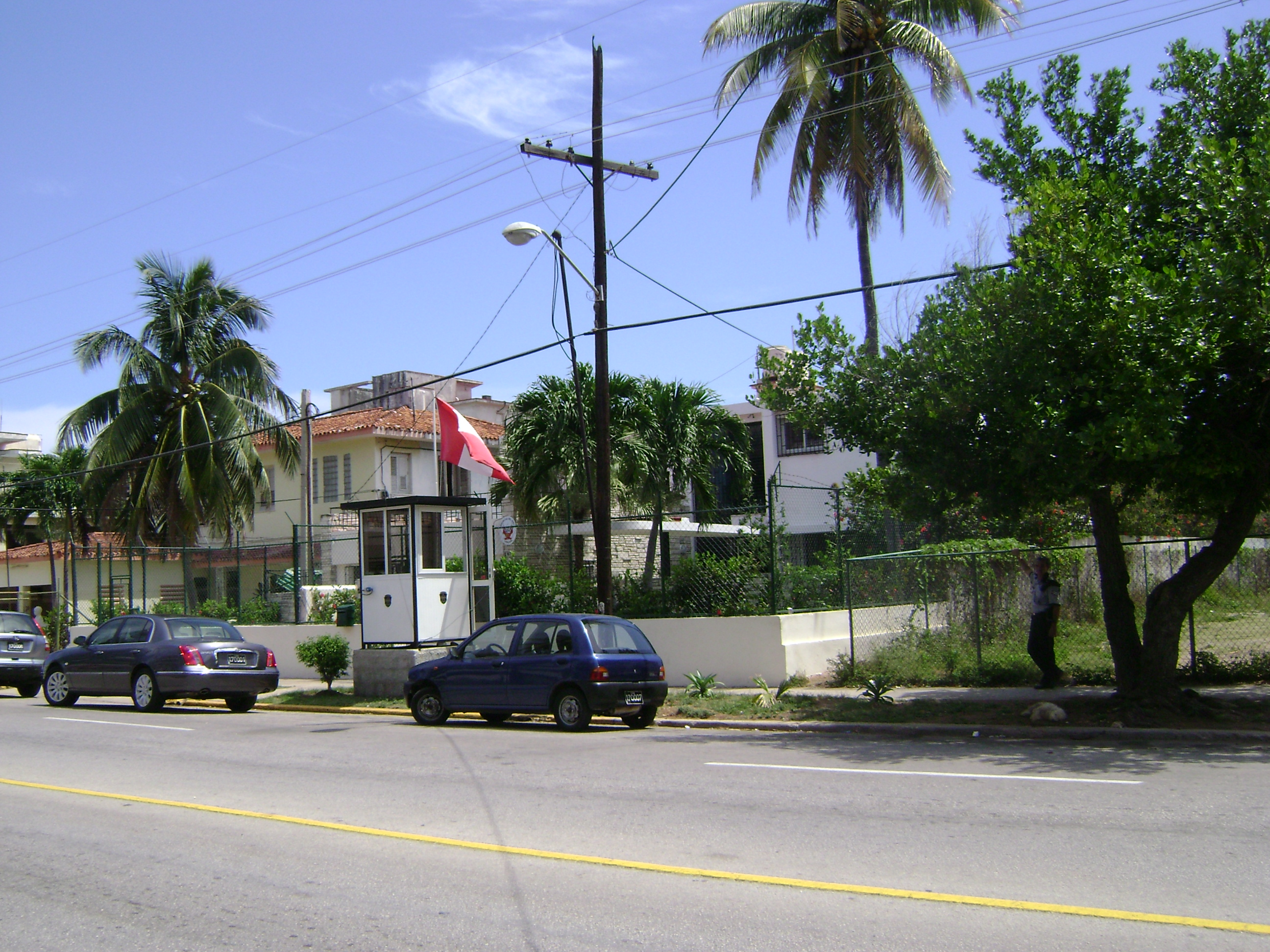
Ambassade in Havana

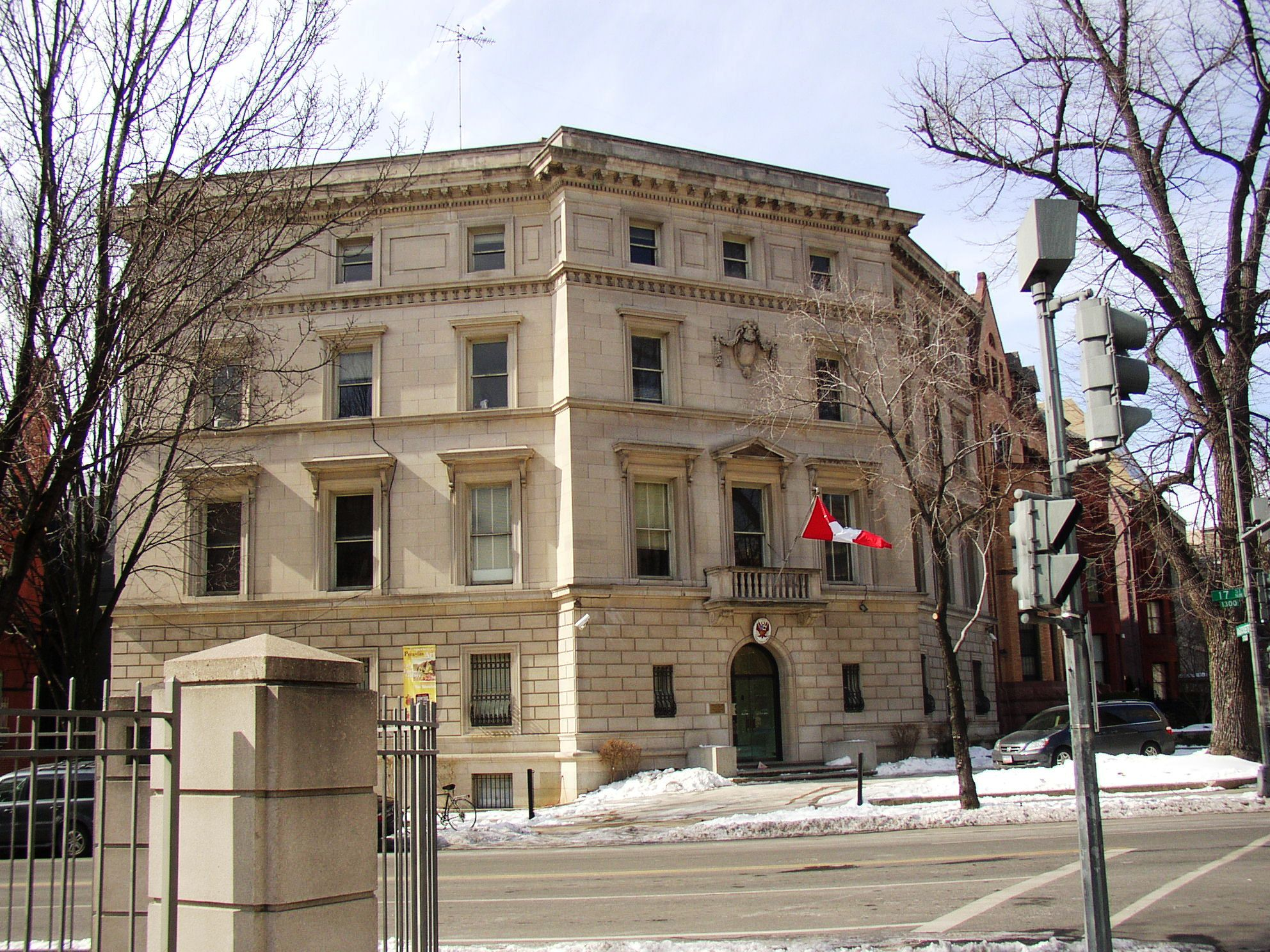
Ambassade in Washington

- Argentinië: Buenos Aires (ambassade), Córdoba (consulaat), La Plata (consulaat), Mendoza (consulaat)
- Bolivia: La Paz (ambassade), Cochabamba (consulaat): Santa Cruz de la Sierra (consulaat), El Alto (consulaat)
- Brazilië: Brasilia (ambassade), Manaus (consulaat), Rio Branco (consulaat), Rio de Janeiro (consulaat), São Paulo (consulaat)
- Canada: Ottawa (ambassade), Montréal (consulaat), Toronto (consulaat), Vancouver (consulaat)
- Chili: Santiago (ambassade), Arica (consulaat), Iquique (consulaat), Valparaíso (consulaat)
- Colombia: Bogota (ambassade), Leticia (consulaat)
- Costa Rica: San José (ambassade)
- Cuba: Havana (ambassade)
- Dominicaanse Republiek: Santo Domingo (ambassade)
- Ecuador: Quito (ambassade), Guayaquil (consulaat), Loja (consulaat), Machala (consulaat), Macará (consulaat)
- El Salvador: San Salvador (ambassade)
- Guatemala: Guatemala-Stad (ambassade)
- Honduras: Tegucigalpa (ambassade)
- Mexico: Mexico-Stad (ambassade)
- Nicaragua: Managua (ambassade)
- Panama: Panama-Stad (ambassade)
- Paraguay: Asunción (ambassade)
- Uruguay: Montevideo (ambassade)
- Venezuela: Caracas (ambassade), Puerto Ordaz (consulaat)
- Verenigde Staten: Washington D.C. (ambassade), Atlanta (consulaat), Boston (consulaat), Chicago (consulaat), Dallas (consulaat), Denver (consulaat), Hartford (consulaat), Houston (consulaat), Los Angeles (consulaat), Miami (consulaat), New York (consulaat), Paterson (consulaat), San Francisco (consulaat)

Afrika
- Algerije: Algiers (ambassade)
- Egypte: Caïro (ambassade)
- Marokko: Rabat (ambassade)
- Zuid-Afrika: Pretoria (ambassade)

Azië en Oceanië

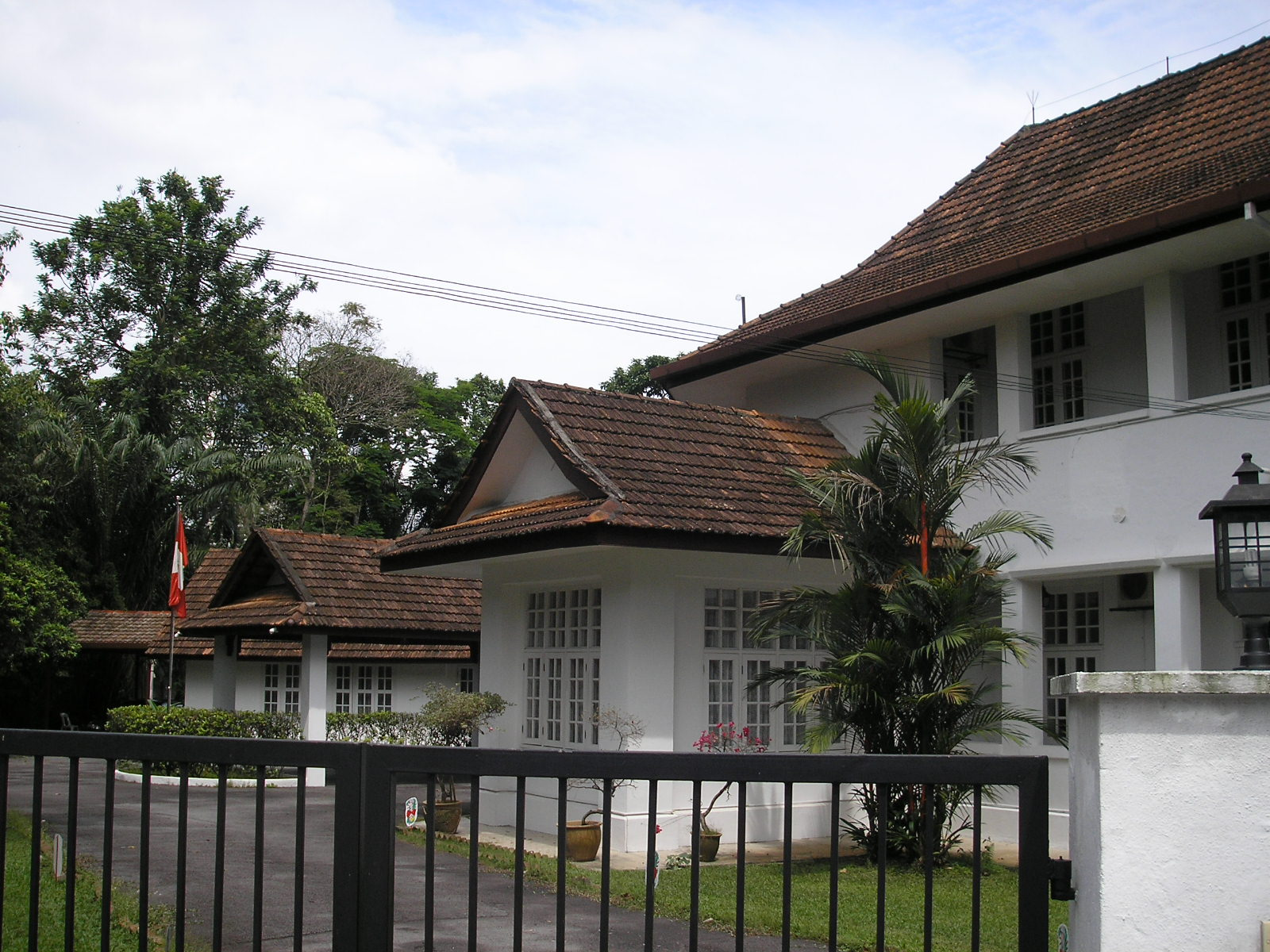
In Kuala Lumpur

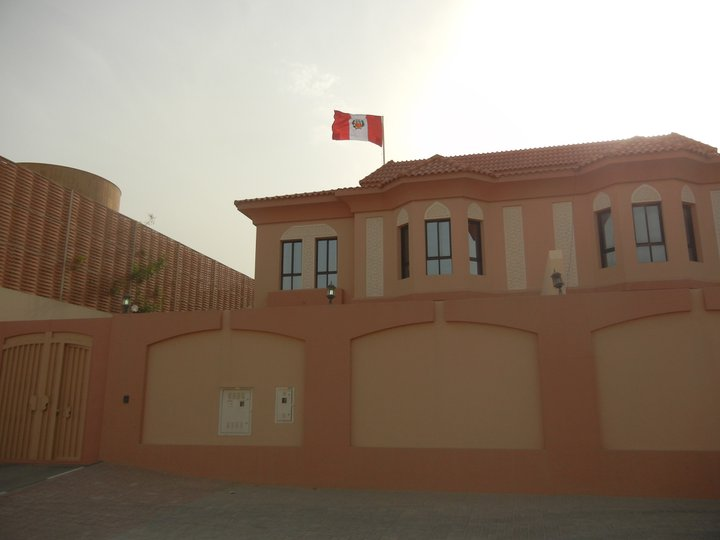
Ambassade in Doha

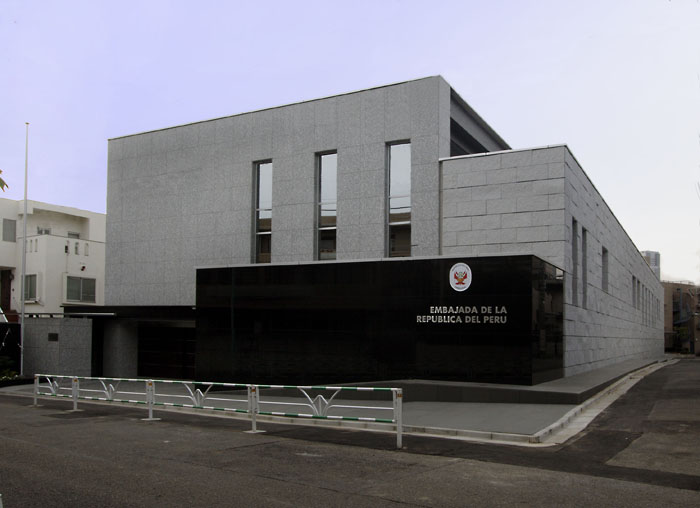
Ambassade in Tokio

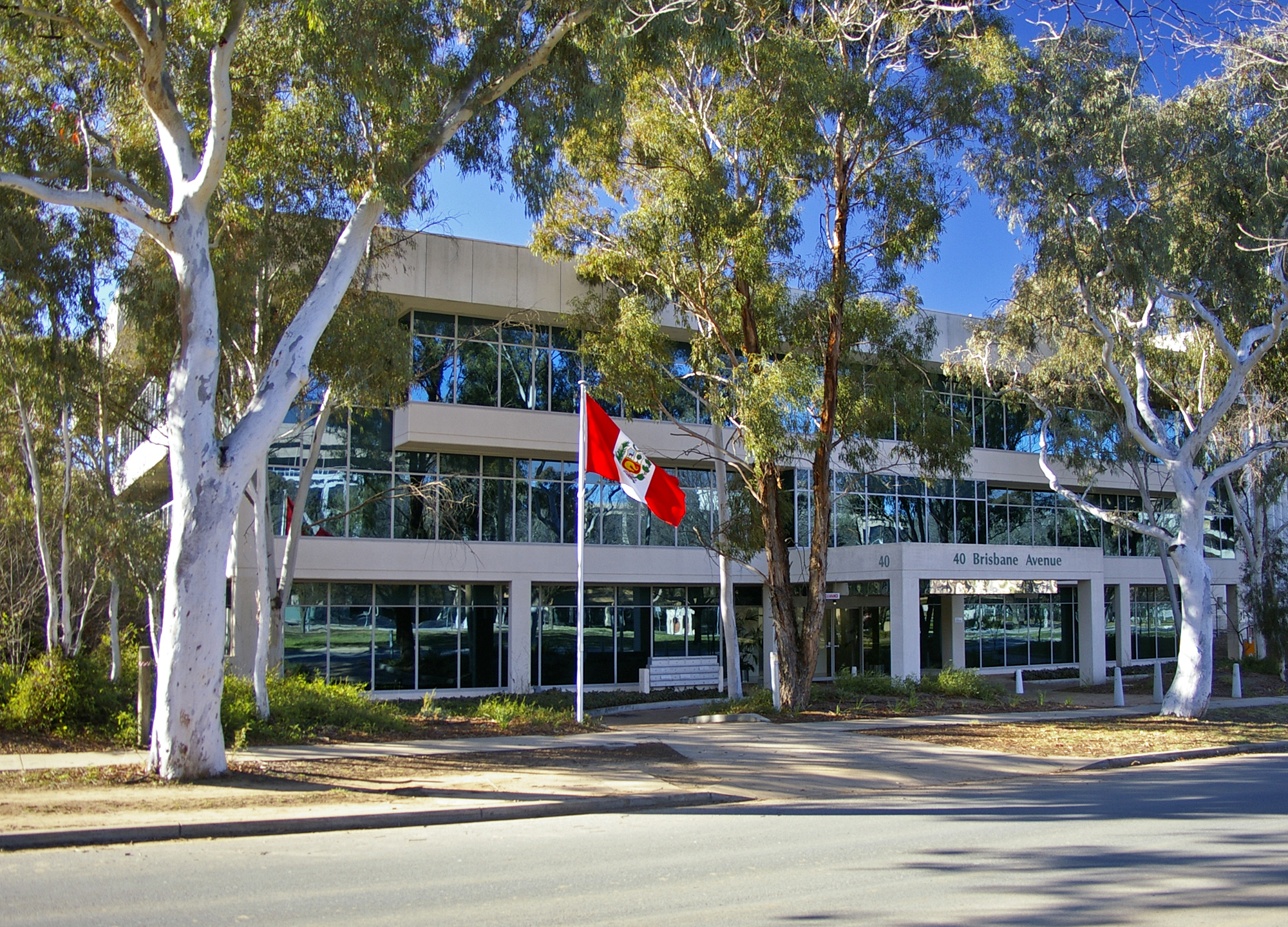
Ambassade in Canberra

- Australië: Canberra (ambassade), Sydney (consulaat)
- China: Peking (ambassade), Hongkong (consulaat), Shanghai (consulaat)
- Chinees Taipei: Taipei (handelskantoor)
- India: New Delhi (ambassade)
- Indonesië: Jakarta (ambassade)
- Israël: Tel Aviv (ambassade)
- Japan: Tokio (ambassade), Nagoya (consulaat)
- Koeweit: Koeweit (ambassade)
- Maleisië: Kuala Lumpur (ambassade)
- Qatar: Doha (ambassade)
- Saoedi-Arabië: Riyad (ambassade)
- Singapore: Singapore (ambassade)
- Thailand: Bangkok (ambassade)
- Turkije: Ankara (ambassade)
- Verenigde Arabische Emiraten: Dubai (consulaat)
- Zuid-Korea: Seoel (ambassade)

 Multilaterale organisaties
- Brussel (Europese Unie)
- Genève (Verenigde Naties en andere internationale organisaties)
- Montevideo (Latijns-Amerikaanse Integratieorganisatie en Mercosur)
- New York (Verenigde Naties)
- Parijs (UNESCO)
- Rome (Voedsel- en Landbouworganisatie)
- Washington D.C. (Organisatie van Amerikaanse Staten)